# Анжело Фюльжині
Анжело Фюльжині (фр. Angelo Fulgini, нар. 20 серпня 1996, Абіджан, Кот-д'Івуар) — французький футболіст івуарійського походження, півзахисник клубу «Ланс».

## Ігрова кар'єра

### Клубна
Свою футбольну кар'єру Анжело Фюльжині почав у Франції. На професійному рівні футболіст дебютував в клубі «Валансьєн». В січні 2015 року в турнірі Ліга 2 Фюлбжині провів першу гру в головній команді «Валансьєна».
Влітку 2017 року Фюльжині перейшов до складу «Анже». 6 серпня 2017 року в матчі проти «Бордо» Фюльжині дебютував в елітному дивізіоні чемпіонату Франції. І вже на 11 хвилині гри футболіст відзначився забитим голом.
Сезон 2022/23 Фюльжині почав у складі німецького клубу «Майнц 05», з яким підписав контракт на чотири роки. Та вже другу половину сезону 2022/23 футболіст проводив у Франції, де на правах оренди грав в «Лансі». Після закінчення оренди в кінці сезону, Анжело приєднався до «Ланса» на повноцінній основі. Також у складі «Ланса» Фюльжині дебютував у матчах єврокубків, де також відзначився забитими голами в Лізі чемпіонів.

### Збірна
Анжело Фюльжина має івуарійське та камерунське коріння, та з 2012 року виступав за юнацькі та молодіжну збірну Франції.